# Betula kunarensis
Betula kunarensis är en björkväxtart som beskrevs av Kasimierz Browicz. Betula kunarensis ingår i släktet björkar, och familjen björkväxter.
Artens utbredningsområde är Afghanistan. Inga underarter finns listade.